# Municipio de Cabañas
Municipio de Cabañas är en kommun i Guatemala.   Den ligger i departementet Departamento de Zacapa, i den centrala delen av landet, 80 km öster om huvudstaden Guatemala City.